# Mansilla del Esla
Mansilla del Esla es una localidad del municipio de Mansilla de las Mulas, en la provincia de León, España.

## Evolución demográfica
| 2000 | 2001 | 2002 | 2003 | 2004 | 2005 | 2006 | 2007 | 2008 | 2009 | 2010 | 2011 |
| 71   | 84   | 82   | 82   | 78   | 81   | 87   | 106  | 127  | 123  | 128  | 122  |

- Datos: Q5638055